# Jean I Ferrère
Pour les articles homonymes, voir Jean Ferrère et Ferrère (homonymie).
Jean Ferrère, dit Jean I Ferrère, né vers 1620 à Troubat et mort vers 1705 à Asté, est un sculpteur baroque français du XVIIe siècle originaire de la Barousse en Comminges. 

## Éléments biographiques
Venant de Saint-Bertrand-de-Comminges, Jean Ferrère, natif de Troubat, arrive à Asté en vallée de Campan en 1647 en compagnie d'un collègue sculpteur normand afin de réaliser une balustrade pour le chœur de l'église locale.  
Il s'y établit et fonde un atelier où il réalise du mobilier de style baroque pour des églises des Hautes-Pyrénées. Il produit notamment des retables architecturés en bois doré dans la veine esthétique de la Réforme catholique, agrémentés de personnages pittoresques de facture naïve qui, par un système d'images hiérarchisé et codifié, permettent une mise en scène s'apparentant au théâtre religieux qu'apprécient le fidèles. Ses tabernacles, qui prennent la forme de retables en miniature, sont quant à eux plutôt monumentaux et s'apparentent à de petites façades d'église.  
Parfois comparés aux travaux de Pierre Affre, les mobiliers religieux de Ferrère trouvent place dans les églises de la vallée d'Aure et celle de l'Adour, notamment le retable de l'église Notre-Dame de Garaison ou encore celui de l’église de Vielle-Adour, accompagné d'un tabernacle.   
Marié à Asté en 1653, père de neuf enfants, Jean Ferrère est à l'origine d'une prestigieuse lignée d'artistes, actifs jusqu'à la fin du XVIIIe siècle : son fils Marc Ferrère — mis en apprentissage par son père chez le facteur François Thierry — lui succède puis ses petits-fils, Jean II Ferrère et Dominique Ferrère, poursuivent son activité. Dominique s'installe à Tarbes tandis que Jean II reste à Asté.
Jean Ferrère meurt vers 1705. L'atelier d'Asté fonctionne jusqu'en 1755 et celui de Tarbes poursuit ses activités jusqu'au début du XIXe siècle.

## Œuvres
- Retable de l'église Saint-Martin de Grailhen,
- Retable de l'église de l’Assomption d'Esparros,
- Retable de l'église Saint-Jean-l'Evangéliste de Vielle-Adour,
- Retable de l'église Saint-Barthélemy de Sère-Rustaing.
- Tabernacle de l'église Saint-Saturnin de Pouzac,
- Tabernacle de l'Église Notre-Dame de Bourisp,
- Tabernacle de l'Église Sainte-Catherine de Guchen,
- Tabernacle de la Cathédrale Notre-Dame-de-la-Sède de Tarbes.
- Retable de l'église Saint-Vincent de Samuran.
- Retable de l'église Saint-Martin d'Ourde.
- Retable de l'église Saint-Hilaire à Bagiry, il était à l'origine le retable de la chapelle Notre-Dame-des-Vignes à Sainte-Marie-de-Barousse.

## Musée

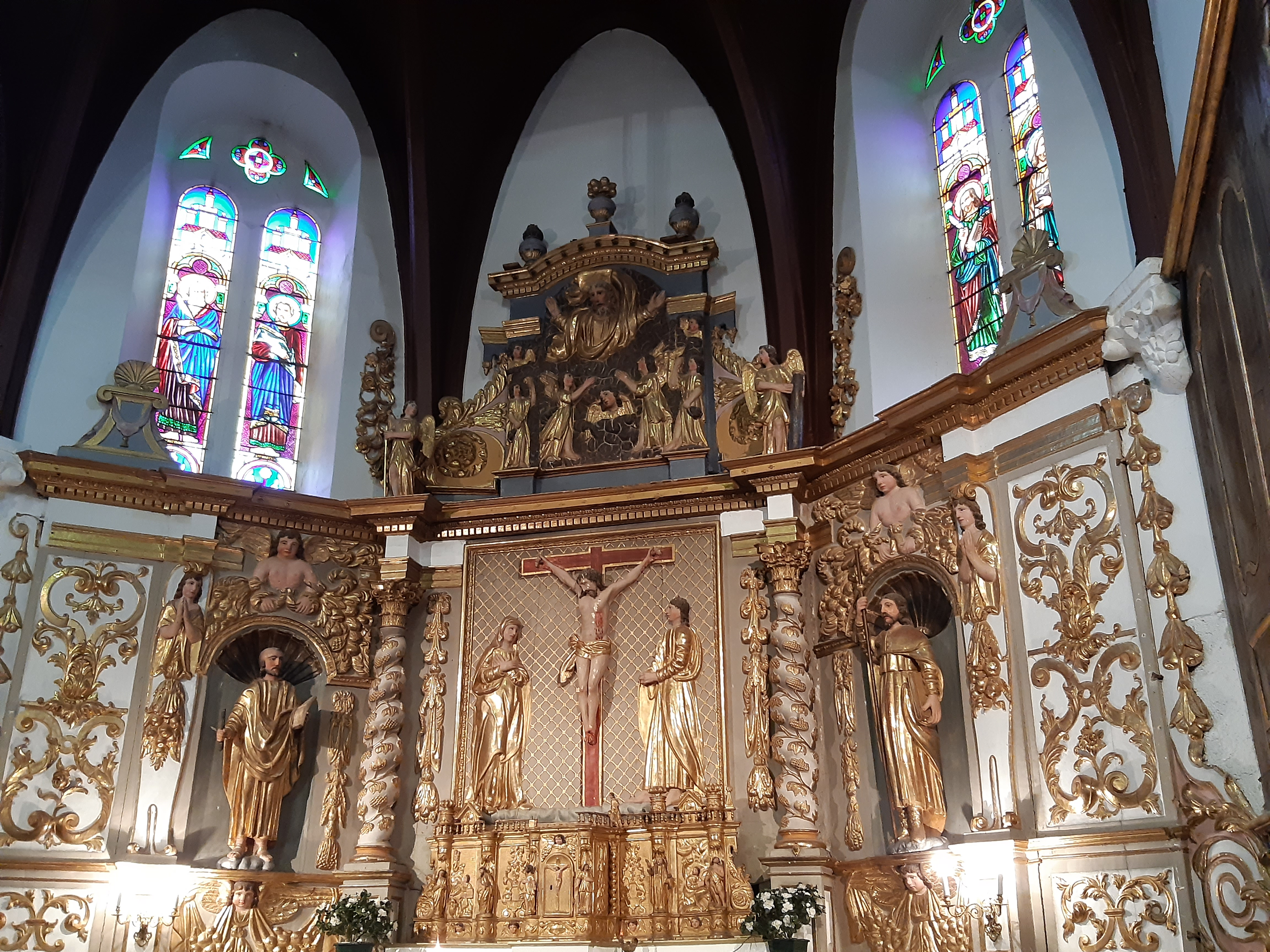
Retable de l'église de Vielle-Adour

- Retable de l'église de Vielle-AdourLa Maison des Ferrère et du Baroque Pyrénéen, installée au centre d'Asté en face de l'église, retrace l'histoire des Ferrère et, plus généralement, celle de l'art baroque local.